# 阿富汗的杏仁产业

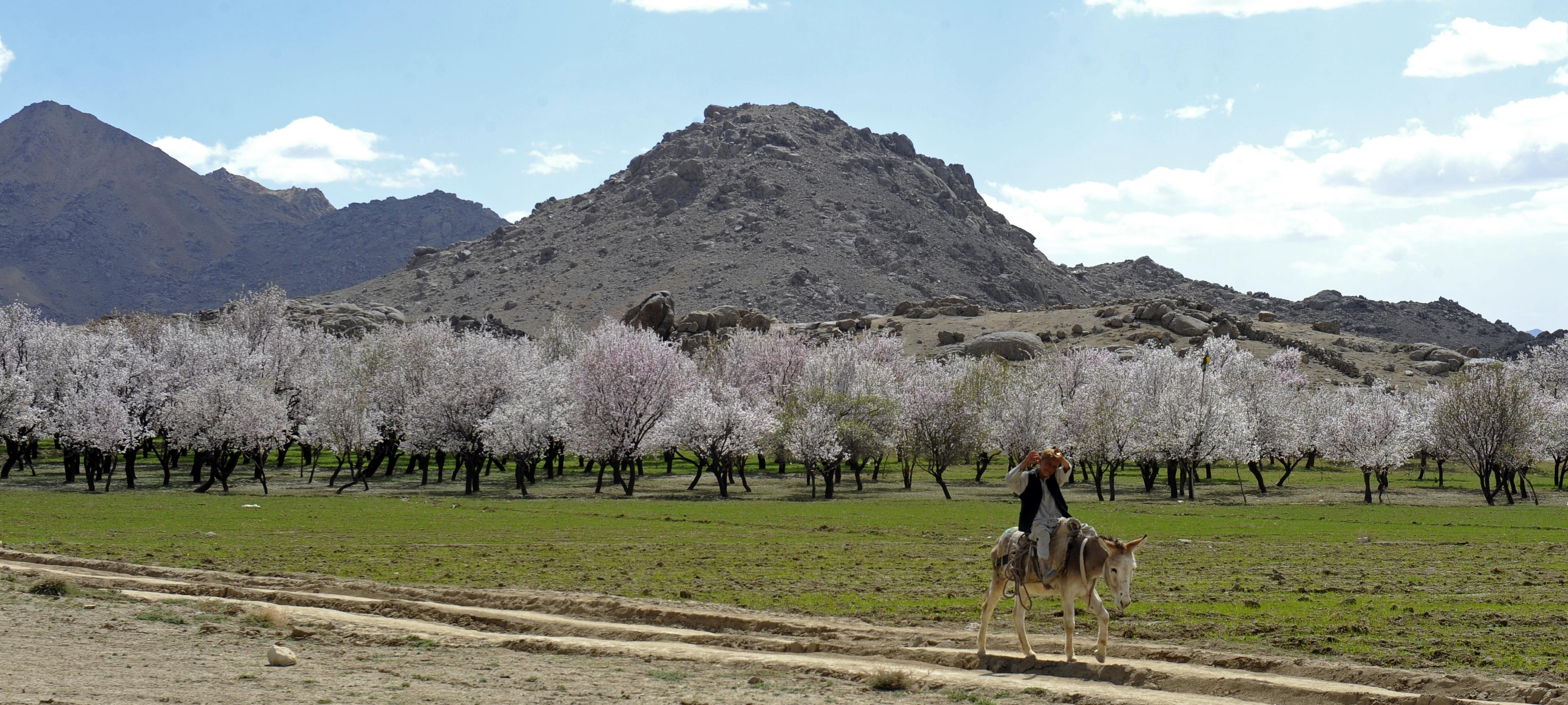
阿富汗扎布尔省的一个杏树园

根据联合国粮食及农业组织在2009年的报告，阿富汗的杏仁产量位于世界第九，但是其产量的百分比却仅占世界产量的2%。近年来，杏仁的产量显著上升。在阿富汗境内，种植杏树的地区主要分布在该国的西南及北部地区；其中坎大哈省和萨曼甘省是该国杏仁的主要产地，其次则是乌鲁兹甘省、昆都士省、萨尔普勒省和巴尔赫省。截至2012年，杏仁的耕作面积为13,490公顷，单产率则为每公顷45,960百万克，总产量为62,000吨；最主要的地方品种有硬壳和软壳的品种。阿富汗杏仁主要出口国是印度和巴基斯坦，其中在印度的出口占有非常大的比重，因为出口印度更容易盈利。